# Aap Mujhe Achche Lagne Lage
Aap Mujhe Achche Lagne Lage è un film indiano del 2002 diretto da Vikram Bhatt.